# اتحادیه کشابپور (کشابپور)
اتحادیه کشابپور (به لاتین: Keshabpur Union) یک منطقهٔ مسکونی در بنگلادش است که در Keshabpur Upazila واقع شده‌است.
 اتحادیه کشابپور ۳۸٫۸۴ کیلومتر مربع مساحت و ۲۲٬۰۰۰ نفر جمعیت دارد.